# Coupe de la Ligue française masculine de handball 2014-2015
Navigation
Coupe de la Ligue 2013-2014 Coupe de la Ligue 2015-2016
La Coupe de la Ligue française de handball masculin 2014-2015 est la 14e édition de la Coupe de la Ligue de handball française, organisée par la Ligue nationale de handball.

## Modalités
La qualification de trois clubs français en Ligue des champions impose de légèrement changer le déroulement de la compétition. L'US Dunkerque HGL, le PSG Handball et le Montpellier AHB sont exemptés de premier tour. Il y a un match de barrage entre les deux promus de ProD2, Istres OPH et US Créteil HB dont le vainqueur intègre le premier tour avec les neuf autres clubs en lice. Les équipes seront réparties en deux chapeaux pour le tirage au sort selon leur classement lors de la saison précédente.
| Chapeau haut - Cesson-Rennes MHB - Chambéry SH - HBC Nantes - Fenix Toulouse HB - Saint-Raphaël Var HB | Chapeau bas - Pays d'Aix UCH - US Créteil HB - USAM Nîmes - Sélestat AHB - Tremblay en France HB |

Le tirage au sort des quarts de finale a eu lieu le 2 octobre 2014 au palais des sports de Beaulieu à Nantes, lors de la mi-temps du match de la quatrième journée HBC Nantes / Montpellier AHB. Il a été réalisé par Agnès Raharolahy en présence de Philippe Bernat-Salles, président de la LNH et de Thomas Villechaize, commentateur du match pour BeIN Sports.
C'est 13 novembre 2014 lors de la mi-temps du match de la neuvième journée Fenix Toulouse / HBC Nantes que s'est déroulé le tirage au sort des demi-finales. Toujours en présence du président de la LNH et du commentateur de BeIN Sports, il a cette fois été réalisé par Vincent Clerc joueur du club de rugby Stade toulousain.
Le 2 décembre 2014, la Ligue nationale de handball a choisi le Kindarena de Rouen comme lieu des finalités de la Coupe de la Ligue masculine, préféré au Palais des sports de Beaulieu à Nantes qui avait déjà accueilli le Final four de la compétition en 2010 et 2011. Par conséquent, ce Final Four se déroulera en terrain neutre pour le HBC Nantes et les trois autres équipes qualifiées (Toulouse, Cesson, Dunkerque).
Le vainqueur est qualifié pour la Coupe EHF 2015-2016, mais si à l'issue du championnat de France, le club concerné est également qualifié en Ligue des champions, la place en Coupe EHF sera réattribuée en fonction du classement dudit championnat.

## Résultats

### Tour préliminaire
| Tour                                                                                 | Date             | Club recevant | Score   | Club visiteur | Rapport          |
| Barrage                                                                              | 3 septembre 2014 | US Créteil HB | 30 - 25 | Istres OPH    | Feuille de match |
| Istres OPH est éliminé de la compétition et l'US Créteil est intégré au premier tour |                  |               |         |               |                  |

### Tableau des résultats
Il n'y a pas de tirage intégral par tableau, un tirage au sort est effectué pour chaque tour de qualification.
|  | 1er tour                               | 1er tour                              |                   |        | Quarts de finale                    | Quarts de finale                    |  |  | Demi-finales                       | Demi-finales                       |  |  | Finale                             | Finale                             |
|  | 1er tour                               | 1er tour                              |                   |        | Quarts de finale                    | Quarts de finale                    |  |  | Demi-finales                       | Demi-finales                       |  |  | Finale                             | Finale                             |
|  |                                        |                                       |                   |        |                                     |                                     |  |  |                                    |                                    |  |  |                                    |                                    |
|  | 21 septembre à 17h00, PS André-Brouat  | 21 septembre à 17h00, PS André-Brouat |                   |        | 9 novembre à 17h00, PS André-Brouat | 9 novembre à 17h00, PS André-Brouat |  |  | 28 mars à 15h00, Kindarena à Rouen | 28 mars à 15h00, Kindarena à Rouen |  |  | 29 mars à 16h30, Kindarena à Rouen | 29 mars à 16h30, Kindarena à Rouen |
|  | 21 septembre à 17h00, PS André-Brouat  | 21 septembre à 17h00, PS André-Brouat |                   |        | 9 novembre à 17h00, PS André-Brouat | 9 novembre à 17h00, PS André-Brouat |  |  | 28 mars à 15h00, Kindarena à Rouen | 28 mars à 15h00, Kindarena à Rouen |  |  | 29 mars à 16h30, Kindarena à Rouen | 29 mars à 16h30, Kindarena à Rouen |
|  | Fenix Toulouse HB                      | 31                                    |                   |        | 9 novembre à 17h00, PS André-Brouat | 9 novembre à 17h00, PS André-Brouat |  |  | 28 mars à 15h00, Kindarena à Rouen | 28 mars à 15h00, Kindarena à Rouen |  |  | 29 mars à 16h30, Kindarena à Rouen | 29 mars à 16h30, Kindarena à Rouen |
|  | Fenix Toulouse HB                      | 31                                    |                   |        | 9 novembre à 17h00, PS André-Brouat | 9 novembre à 17h00, PS André-Brouat |  |  | 28 mars à 15h00, Kindarena à Rouen | 28 mars à 15h00, Kindarena à Rouen |  |  | 29 mars à 16h30, Kindarena à Rouen | 29 mars à 16h30, Kindarena à Rouen |
|  | Pays d'Aix UCH                         | 29                                    |                   |        | 9 novembre à 17h00, PS André-Brouat | 9 novembre à 17h00, PS André-Brouat |  |  | 28 mars à 15h00, Kindarena à Rouen | 28 mars à 15h00, Kindarena à Rouen |  |  | 29 mars à 16h30, Kindarena à Rouen | 29 mars à 16h30, Kindarena à Rouen |
|  | Pays d'Aix UCH                         | 29                                    | Fenix Toulouse HB | 26     |                                     |                                     |  |  | 28 mars à 15h00, Kindarena à Rouen | 28 mars à 15h00, Kindarena à Rouen |  |  | 29 mars à 16h30, Kindarena à Rouen | 29 mars à 16h30, Kindarena à Rouen |
|  | 21 septembre à 17h00, PS J-F Krakowski |                                       | Fenix Toulouse HB | 26     |                                     |                                     |  |  | 28 mars à 15h00, Kindarena à Rouen | 28 mars à 15h00, Kindarena à Rouen |  |  | 29 mars à 16h30, Kindarena à Rouen | 29 mars à 16h30, Kindarena à Rouen |
|  |                                        | Saint-Raphaël Var HB                  | 25                |        |                                     |                                     |  |  | 28 mars à 15h00, Kindarena à Rouen | 28 mars à 15h00, Kindarena à Rouen |  |  | 29 mars à 16h30, Kindarena à Rouen | 29 mars à 16h30, Kindarena à Rouen |
|  | Saint-Raphaël Var HB                   | Saint-Raphaël Var HB                  | 25                | 36 (4) |                                     |                                     |  |  | 28 mars à 15h00, Kindarena à Rouen | 28 mars à 15h00, Kindarena à Rouen |  |  | 29 mars à 16h30, Kindarena à Rouen | 29 mars à 16h30, Kindarena à Rouen |
|  | Saint-Raphaël Var HB                   | 9 novembre à 17h00, PS René-Bougnol   |                   | 36 (4) |                                     |                                     |  |  | 28 mars à 15h00, Kindarena à Rouen | 28 mars à 15h00, Kindarena à Rouen |  |  | 29 mars à 16h30, Kindarena à Rouen | 29 mars à 16h30, Kindarena à Rouen |
|  | Tremblay en France HB                  | 36 (3)                                |                   |        |                                     |                                     |  |  | 28 mars à 15h00, Kindarena à Rouen | 28 mars à 15h00, Kindarena à Rouen |  |  | 29 mars à 16h30, Kindarena à Rouen | 29 mars à 16h30, Kindarena à Rouen |
|  | Tremblay en France HB                  | 36 (3)                                | Fenix Toulouse HB | 31     |                                     |                                     |  |  |                                    |                                    |  |  | 29 mars à 16h30, Kindarena à Rouen | 29 mars à 16h30, Kindarena à Rouen |
|  |                                        |                                       | Fenix Toulouse HB | 31     |                                     |                                     |  |  |                                    |                                    |  |  | 29 mars à 16h30, Kindarena à Rouen | 29 mars à 16h30, Kindarena à Rouen |
|  |                                        | US Dunkerque HGL                      | 26                |        |                                     |                                     |  |  |                                    |                                    |  |  | 29 mars à 16h30, Kindarena à Rouen | 29 mars à 16h30, Kindarena à Rouen |
|  | Montpellier AHB                        | US Dunkerque HGL                      | 26                | -      |                                     |                                     |  |  |                                    |                                    |  |  | 29 mars à 16h30, Kindarena à Rouen | 29 mars à 16h30, Kindarena à Rouen |
|  | Montpellier AHB                        | 28 mars à 17h30, Kindarena à Rouen    |                   | -      |                                     |                                     |  |  |                                    |                                    |  |  | 29 mars à 16h30, Kindarena à Rouen | 29 mars à 16h30, Kindarena à Rouen |
|  | Exempté                                | -                                     |                   |        |                                     |                                     |  |  |                                    |                                    |  |  | 29 mars à 16h30, Kindarena à Rouen | 29 mars à 16h30, Kindarena à Rouen |
|  | Exempté                                | -                                     | Montpellier AHB   | 28ap   |                                     |                                     |  |  |                                    |                                    |  |  | 29 mars à 16h30, Kindarena à Rouen | 29 mars à 16h30, Kindarena à Rouen |
|  |                                        |                                       | Montpellier AHB   | 28ap   |                                     |                                     |  |  |                                    |                                    |  |  | 29 mars à 16h30, Kindarena à Rouen | 29 mars à 16h30, Kindarena à Rouen |
|  |                                        | US Dunkerque HGL                      | 31                |        |                                     |                                     |  |  |                                    |                                    |  |  | 29 mars à 16h30, Kindarena à Rouen | 29 mars à 16h30, Kindarena à Rouen |
|  | US Dunkerque HGL                       | US Dunkerque HGL                      | 31                | -      |                                     |                                     |  |  |                                    |                                    |  |  | 29 mars à 16h30, Kindarena à Rouen | 29 mars à 16h30, Kindarena à Rouen |
|  | US Dunkerque HGL                       | 8 novembre à 20h30, PS Robert-Oubron  |                   | -      |                                     |                                     |  |  |                                    |                                    |  |  | 29 mars à 16h30, Kindarena à Rouen | 29 mars à 16h30, Kindarena à Rouen |
|  | Exempté                                | -                                     |                   |        |                                     |                                     |  |  |                                    |                                    |  |  | 29 mars à 16h30, Kindarena à Rouen | 29 mars à 16h30, Kindarena à Rouen |
|  | Exempté                                | -                                     | Fenix Toulouse HB | 20     |                                     |                                     |  |  |                                    |                                    |  |  |                                    |                                    |
|  | 28 septembre à 17h00, Le Phare         |                                       | Fenix Toulouse HB | 20     |                                     |                                     |  |  |                                    |                                    |  |  |                                    |                                    |
|  |                                        | HBC Nantes                            | 23                |        |                                     |                                     |  |  |                                    |                                    |  |  |                                    |                                    |
|  | Chambéry SH                            | HBC Nantes                            | 23                | 25     |                                     |                                     |  |  |                                    |                                    |  |  |                                    |                                    |
|  | Chambéry SH                            |                                       |                   | 25     |                                     |                                     |  |  |                                    |                                    |  |  |                                    |                                    |
|  | US Créteil HB                          | 26                                    |                   |        |                                     |                                     |  |  |                                    |                                    |  |  |                                    |                                    |
|  | US Créteil HB                          | 26                                    | US Créteil HB     | 26     |                                     |                                     |  |  |                                    |                                    |  |  |                                    |                                    |
|  | 20 septembre à 20h45, PS de la Valette |                                       | US Créteil HB     | 26     |                                     |                                     |  |  |                                    |                                    |  |  |                                    |                                    |
|  |                                        | Cesson-Rennes MHB                     | 28                |        |                                     |                                     |  |  |                                    |                                    |  |  |                                    |                                    |
|  | Cesson-Rennes MHB                      | Cesson-Rennes MHB                     | 28                | 25     |                                     |                                     |  |  |                                    |                                    |  |  |                                    |                                    |
|  | Cesson-Rennes MHB                      | 9 novembre à 17h00, Coubertin         |                   | 25     |                                     |                                     |  |  |                                    |                                    |  |  |                                    |                                    |
|  | USAM Nîmes                             | 19                                    |                   |        |                                     |                                     |  |  |                                    |                                    |  |  |                                    |                                    |
|  | USAM Nîmes                             | 19                                    | Cesson-Rennes MHB | 23     |                                     |                                     |  |  |                                    |                                    |  |  |                                    |                                    |
|  |                                        |                                       | Cesson-Rennes MHB | 23     |                                     |                                     |  |  |                                    |                                    |  |  |                                    |                                    |
|  |                                        | HBC Nantes                            | 26                |        |                                     |                                     |  |  |                                    |                                    |  |  |                                    |                                    |
|  | PSG Handball                           | HBC Nantes                            | 26                | -      |                                     |                                     |  |  |                                    |                                    |  |  |                                    |                                    |
|  | PSG Handball                           |                                       |                   | -      |                                     |                                     |  |  |                                    |                                    |  |  |                                    |                                    |
|  | Exempté                                | -                                     |                   |        |                                     |                                     |  |  |                                    |                                    |  |  |                                    |                                    |
|  | Exempté                                | -                                     | PSG Handball      | 24     |                                     |                                     |  |  |                                    |                                    |  |  |                                    |                                    |
|  | 20 septembre à 17h00, PS de Beaulieu   |                                       | PSG Handball      | 24     |                                     |                                     |  |  |                                    |                                    |  |  |                                    |                                    |
|  |                                        | HBC Nantes                            | 25                |        |                                     |                                     |  |  |                                    |                                    |  |  |                                    |                                    |
|  | HBC Nantes                             | HBC Nantes                            | 25                | 30     |                                     |                                     |  |  |                                    |                                    |  |  |                                    |                                    |
|  | HBC Nantes                             |                                       |                   | 30     |                                     |                                     |  |  |                                    |                                    |  |  |                                    |                                    |
|  | Sélestat AHB                           | 26                                    |                   |        |                                     |                                     |  |  |                                    |                                    |  |  |                                    |                                    |
|  | Sélestat AHB                           | 26                                    |                   |        |                                     |                                     |  |  |                                    |                                    |  |  |                                    |                                    |

→ Légende : ( ) = Tirs au but, ap = Après prolongation

### Quarts de finale
Compte-rendu de US Créteil – Cesson-Rennes MHB (26 – 28)
Après un début de saison canon puis un léger coup de mou, Cesson-Rennes a confirmé ce samedi qu’il fallait toujours compter sur elle. Car face à cette équipe de Créteil, qui évoluait de surcroit à domicile, les coéquipiers de Mathieu Lanfranchi (7 buts) ont offert un match très sérieux. Même si l’entame fut à l’avantage des locaux, peut-être plus frais (5-2), la suite de la rencontre tourna progressivement à l’avantage aux Bretons qui revinrent (7-7 à la 18e et 10-10 à la 25e) puis eurent un très gros temps fort. Costauds en défense avec des arrêts de Mickaël Robin, plus précis en attaque, les visiteurs allaient passer un 5-0 qui s’avérerait fatal (10-15 à la 30e). En début de seconde mi-temps, les Irréductibles creusaient un peu plus l’écart 10-17 à la 33e puis allaient tranquillement gérer leur avance (15-23 à la 46e) avec un sérieux constant. Créteil tenta bien de revenir mais sa base arrière souffrait trop (3/11 pour Minel ; 0/3 pour Alexandru Csepreghi ou encore 2/6 pour Dejan Malinović).
Compte-rendu de Fenix Toulouse – Saint-Raphaël VHB (26 – 25)
Partis en début de saison avec une côte quasi similaire, Toulouse et Saint-Raphaël avaient connu jusqu’ici des destins bien différents. Promettant beaucoup, les locaux manquent parfois de jus pour conclure tandis que les visiteurs sont plus efficaces. Leur confrontation lors de la 4e journée, remportée par les Varois en étant l’illustration. Et bien pour ce quart de finale, les Haut-Garonnais ont réussi à inverser la tendance et saisir l’occasion pour passer un tour supplémentaire. Et ce, au terme d’un match très accroché au cours duquel aucune des deux équipes n’aura vraiment pris l’ascendant. Si dans le premier acte, les hommes de Joël Da Silva ont régulièrement l’avantage, celui-ci n'est pas très important (4-6 à la 13e puis 10-13 à la 25e), dans le second, ce sont ceux de Toni García qui ont pris les affaires en main (20-18 à la 43e) grâce notamment à un bon Jérôme Fernandez (6 buts) et un excellent Cyril Dumoulin dans les cages (19 arrêts). À Saint-Raphaël, Morten Olsen (8 buts) et Slaviša Đukanović (17 arrêts) ont été décisifs pour leur équipe mais, en fin de match, ce sont bien les locaux qui ont mieux géré le coup en s'imposant sur le fil (26-25 à la 60e).
Compte-rendu de Montpellier AHB - US Dunkerque HGL (28 – 31ap)
Il aura fallu attendre les prolongations pour que deux des meilleures équipes des dernières saisons arrivent à se départager. C’est dire combien l’envie d’aller au bout de cette compétition était forte pour chacun des ensembles. Et si Montpellier a montré un très beau visage dans toute la première partie de match (7-7 à la 16e puis 12-9 à la 26e et 13-10 à la 30e), c’est finalement au physique, à la fraicheur que les visiteurs se sont imposés. Et ce même après avoir battu le PSG Handball 3 jours plus tôt (27 – 26). Car si les Héraultais ont tenu la distance jusqu’au milieu du second acte (20-16 à la 43e), l’effectif héraultais, frappé par les blessures, montre ses limites en fin de match (21-24 à la 54e), réussissant tout de même à égaliser avant la fin de rencontre (24-24). En prolongation l’USDK s’emploie tout de même, mais avait un peu plus de jambes pour tenir jusqu’au bout (28-31). Pierre Soudry termine meilleur buteur avec 9 réalisations tandis que côté Montpellierain, Simonet et Gajić ont tous deux marqué à 6 reprises.
Compte-rendu de PSG Handball – HBC Nantes (24 – 25)
Battu par Paris deux semaines plus tôt en championnat, Nantes a pris sa revanche sur le parquet de Coubertin. Un peu bougés en début de rencontre, les Ligériens ont su vite se retrouver sur leurs bases pour prendre l’ascendant sur leurs hôtes (4-7 à la 15e) avant de faire la course en tête tout au long de la 1re mi-temps (8-12 à la 22e). Et si les joueurs de la capitale revinrent peu avant la pause, notamment grâce à Fahrudin Melić (7 buts), le « H » pouvait tout de même se satisfaire de sa courte avance (12-14). Dans le second acte, la troupe de Thierry Anti a continué à être intraitable en défense et à être présente en attaque (15-19 à la 46e), avec un Wilson Davyes toujours aussi précieux (8 buts, en photo). Mais dans le money-time, le PSG Handball est à deux doigts du hold up. Les hommes de Philippe Gardent égalisent (23-23 à la 58e) et se font très pressants. La tension monte d’un cran (24-24 à la 60e), mais sur une ultime action, Jorge Maqueda, malheureux en championnat face à cette même équipe (carton rouge), libère les siens et leur offre un fantastique Final Four où Nantes aura de sérieux arguments.

### Demi-finales
| 28 mars 2015 15h00 | Fenix Toulouse HB   | 31 – 26     | US Dunkerque HGL | Kindarena, Rouen Affluence : 2 000 Arbitrage : Charlotte et Julie Bonaventura |
| 28 mars 2015 15h00 | Jérôme Fernandez 10 | (16 – 10)   | Julian Emonet 11 | Kindarena, Rouen Affluence : 2 000 Arbitrage : Charlotte et Julie Bonaventura |
| 28 mars 2015 15h00 | ×3 ×5               | Rapport LNH | ×4* ×4           | Kindarena, Rouen Affluence : 2 000 Arbitrage : Charlotte et Julie Bonaventura |

* dont un pour l'entraîneur Patrick Cazal
Journée historique pour le Fenix Toulouse HB qui s'offre ici sa première finale en Coupe de la Ligue en dominant, de la tête et des épaules, le champion de France en titre de l'US Dunkerque HGL. Les Haut-Garonnais ont pris l'avantage au tournant du premier quart d'heure pour ne jamais plus le lâcher. D'entrée, pourtant, c'est l'USDK qui donne le ton dans cette rencontre (3-1 à la 5e). Mais après ce round d'observation, les Toulousains, menés par un bon Maxime Gilbert, au relai de Danijel Anđelković forfait sur blessure, vont répliquer avec 3 buts, dont deux de Nemanja Ilić, et un arrêt de Cyril Dumoulin. Et s'approprier la mène (4-3 à la 8e). En réaction Dunkerque va s'accrocher, mais les pertes de balles trop nombreuses et les occasions sur penalties non converties vont progressivement peser dans la balance. Le Fenix fait le break (9-5 à la 16e) et surfe sur ce bon début de rencontre pour poursuivre son effort jusqu'à la pause. Jérôme Fernandez (10 buts) pousse sur les appuis et score plus qu'à son tour, la défense, bien haute, gagne des ballons et permet à Cyril Dumoulin de briller. Le portier s'offrant par ailleurs un superbe double arrêts sur penalty face à Julian Emonet. À la pause, les hommes de Toni García s'offrent une belle avance (16-10). De retour des vestiaires, le Fenix poursuit son effort avec un gros apport de ses cadres Jérôme Fernandez, Rémi Calvel et Valentin Porte qui maintiennent l'écart en faveur de leur équipe alors que du côté Dunkerquois, William Annotel fait des étincelles dans ses cages et que Julian Emonet (11 buts) s'occupe du scoring (19-13 à la 36e). La suite de la rencontre sera du même acabit pour les Haut-Garonnais qui ne cesseront de prendre d'assaut le but nordiste. L'issue de la rencontre semble alors inéluctable mais un gros fait de jeu n'est pas loin de faire basculer tout cela alors que les Nordistes s'escriment à essayer de revenir. Pierrick Chelle et Jérôme Fernandez se retrouvent touchés, au même moment au genou sur un contact et ne pourront pas aider leurs coéquipiers en finale. Dans le sprint le Fenix tient néanmoins bon mais paye un lourd tribut avant de disputer sa finale.
| 28 mars 2015 17h30 | Cesson-Rennes MHB | 23 – 26     | HBC Nantes      | Kindarena, Rouen Affluence : 2 000 Arbitrage : Thierry Dentz et Denis Reibel |
| 28 mars 2015 17h30 | Jérémy Suty 7     | (12 – 15)   | Valero Rivera 6 | Kindarena, Rouen Affluence : 2 000 Arbitrage : Thierry Dentz et Denis Reibel |
| 28 mars 2015 17h30 | ×3 ×1             | Rapport LNH | ×2* ×1          | Kindarena, Rouen Affluence : 2 000 Arbitrage : Thierry Dentz et Denis Reibel |

* dont un pour l'entraîneur Thierry Anti
Le HBC Nantes a du tempérament et l'a une nouvelle fois montré ce samedi en s'imposant de manière autoritaire face au Cesson-Rennes MHB. Toujours sous la menace du jeu rapide de leurs voisins, les hommes de Thierry Anti, ont pu compter sur leurs individualités, comme Matias Schulz dans les cages (15 arrêts à près de 40%), autant que sur leur esprit collectif pour y parvenir. Ainsi, après un début de rencontre assez équilibré qui voit les deux équipes se rendre coups sur coups (3-3 à la 9e et 5-5 à la 12e), ce sont les coéquipiers de l'impeccable Alberto Entrerrios (5 buts, MVP du match) qui prennent les devants (6-8 à la 17e), d'autant que Mickaël Robin a du rejoindre le banc sur blessure au genou. Plus propres dans leur jeu, les Ligériens continuent de prendre des initiatives et contrôlent aussi parfaitement les velléités adverses (9-12 à la 22e puis 10-14 à la 25e). Si bien qu'à la pause, l'avance des partenaires d'un Valero Rivera prolifique (6 buts) est de 3 longueurs (12-15). Correct mais encore ouvert. Thierry Anti, en fin stratège, sait parfaitement cela et ses hommes ne s'y laissent pas prendre, si bien qu'au retour des vestiaires, les bras sûrs se remettent en action avec Rivera et Nicolas Claire (14-19 à la 34e). Nantes est dans son match et verrouille parfaitement la situation, grâce à sa défense et un excellent Schulz sur la ligne. Malgré les coups de boutoirs de l'excellent Jérémy Suty (7 buts), Cesson n'arrivera pas à raccrocher les wagons. L'écart de 3 longueurs en ouverture du money-time (22-25 à la 57e) n'étant qu'une petite alerte pour les Nantais. Sans trembler, ces derniers s'offrent une nouvelle finale (23-26) dans laquelle ils devraient enfiler le costume de favori.

### Finale
| 29 mars 2015 16h30 | HBC Nantes      | 23 - 20                  | Fenix Toulouse HB | Kindarena, Rouen Affluence : 4 000 Arbitrage : Stevann Pichon et Laurent Reveret |
| 29 mars 2015 16h30 | Valero Rivera 7 | (14 - 8)                 | Nemanja Ilić 6    | Kindarena, Rouen Affluence : 4 000 Arbitrage : Stevann Pichon et Laurent Reveret |
| 29 mars 2015 16h30 | ×3 ×6           | Rapport LNH Compte-rendu | ×3* ×4            | Kindarena, Rouen Affluence : 4 000 Arbitrage : Stevann Pichon et Laurent Reveret |

* dont un pour l'entraîneur Toni García
| HBC Nantes | Fenix Toulouse HB |

| Composition: |     |    |                        |      |   |
|              | GB  | 1  | Matias Schulz          | 3/16 |   |
|              | GB  | 16 | Gorazd Škof            | 4/11 |   |
|              | ARG | 2  | Alberto Entrerríos     | 1/3  |   |
|              | P   | 5  | Mahmoud Gharbi         | 1/1  |   |
|              | DC  | 6  | Nicolas Claire         | 2/7  |   |
|              | ALG | 7  | Valero Rivera          | 7/12 |   |
|              | DC  | 8  | O'Brian Nyateu         | 1/1  |   |
|              | ARD | 9  | Jordan Camarero        | 0/0  |   |
|              | P   | 10 | Igor Anic              | 0/0  |   |
|              | DEF | 13 | Rock Feliho            | 0/0  | • |
|              | ALD | 18 | Mathieu De la Bretèche | 4/4  |   |
|              | ARD | 19 | Jorge Maqueda          | 6/11 | • |
|              | P   | 22 | Nicolas Tournat        | 1/1  |   |
|              | ARG | 23 | Romain Lagarde         | 0/2  |   |
| Entraîneur : |     |    |                        |      |   |
| Thierry Anti |     |    |                        |      |   |

| 23/42  | Buts marqués   | 20/31 |
| 54,8%  | % réussite     | 64,5% |
| 7/27   | Arrêts         | 12/35 |
| 25,9%  | % réussite     | 34,3% |
| 5/8    | Jets de 7 m    | 5/5   |
| 12 min | Suspensions    | 8 min |
| 3      | Cartons jaunes | 3     |
| 0      | Cartons rouges | 0     |

| Composition: |     |    |                  |      |   |
|              | GB  | 1  | Cyril Dumoulin   | 3/13 |   |
|              | GB  | 12 | Wesley Pardin    | 9/22 |   |
|              | ALG | 6  | Clément Perez    | 0/1  |   |
|              | ARG | 8  | Nicolas Minne    | 0/0  |   |
|              | DC  | 10 | Maxime Gilbert   | 0/3  |   |
|              | ALG | 19 | Nemanja Ilić     | 6/7  |   |
|              | ARG | 20 | Cyril Morency    | 5/8  |   |
|              | P   | 22 | Miha Žvižej      | 2/3  |   |
|              | DC  | 25 | Rémi Calvel      | 2/3  |   |
|              | ARD | 28 | Valentin Porte   | 5/5  |   |
|              | P   | 47 | Jordan Bonilauri | 0/1  |   |
|              | DEF | 88 | Vladimir Osmajić | 0/0  | • |
| Entraîneur : |     |    |                  |      |   |
| Toni García  |     |    |                  |      |   |

| Composition: |     |    |                        |      |   |
|              | GB  | 1  | Matias Schulz          | 3/16 |   |
|              | GB  | 16 | Gorazd Škof            | 4/11 |   |
|              | ARG | 2  | Alberto Entrerríos     | 1/3  |   |
|              | P   | 5  | Mahmoud Gharbi         | 1/1  |   |
|              | DC  | 6  | Nicolas Claire         | 2/7  |   |
|              | ALG | 7  | Valero Rivera          | 7/12 |   |
|              | DC  | 8  | O'Brian Nyateu         | 1/1  |   |
|              | ARD | 9  | Jordan Camarero        | 0/0  |   |
|              | P   | 10 | Igor Anic              | 0/0  |   |
|              | DEF | 13 | Rock Feliho            | 0/0  | • |
|              | ALD | 18 | Mathieu De la Bretèche | 4/4  |   |
|              | ARD | 19 | Jorge Maqueda          | 6/11 | • |
|              | P   | 22 | Nicolas Tournat        | 1/1  |   |
|              | ARG | 23 | Romain Lagarde         | 0/2  |   |
| Entraîneur : |     |    |                        |      |   |
| Thierry Anti |     |    |                        |      |   |

| 23/42  | Buts marqués   | 20/31 |
| 54,8%  | % réussite     | 64,5% |
| 7/27   | Arrêts         | 12/35 |
| 25,9%  | % réussite     | 34,3% |
| 5/8    | Jets de 7 m    | 5/5   |
| 12 min | Suspensions    | 8 min |
| 3      | Cartons jaunes | 3     |
| 0      | Cartons rouges | 0     |

| Composition: |     |    |                  |      |   |
|              | GB  | 1  | Cyril Dumoulin   | 3/13 |   |
|              | GB  | 12 | Wesley Pardin    | 9/22 |   |
|              | ALG | 6  | Clément Perez    | 0/1  |   |
|              | ARG | 8  | Nicolas Minne    | 0/0  |   |
|              | DC  | 10 | Maxime Gilbert   | 0/3  |   |
|              | ALG | 19 | Nemanja Ilić     | 6/7  |   |
|              | ARG | 20 | Cyril Morency    | 5/8  |   |
|              | P   | 22 | Miha Žvižej      | 2/3  |   |
|              | DC  | 25 | Rémi Calvel      | 2/3  |   |
|              | ARD | 28 | Valentin Porte   | 5/5  |   |
|              | P   | 47 | Jordan Bonilauri | 0/1  |   |
|              | DEF | 88 | Vladimir Osmajić | 0/0  | • |
| Entraîneur : |     |    |                  |      |   |
| Toni García  |     |    |                  |      |   |

| → Légende: ALD: Ailier droit, ALG: Ailier gauche, ARD: Arrière droit, ARG: Arrière gauche, DEF: Défenseur, DC: Demi-centre, GB: Gardien de but, P: Pivot |

## Vainqueur
| Vainqueur de la Coupe de la Ligue 2014-2015 HBC Nantes 1re victoire |